# Cerkev Jezusa Kristusa svetih iz poslednjih dni Šiška
Cerkev Jezusa Kristusa svetih iz poslednjih dni Šiška je trenutni edini verski objekt (kapela oz. cerkev) Cerkve Jezusa Kristusa svetih iz poslednjih dni (oz. mormonov) v Sloveniji; kapela se nahaja na Šišenski cesti 48 v Zgornji Šiški v Ljubljani. Cerkev ima za cerkvene aktivnosti in nedeljsko bogoslužje najete prostore še v Celju, Mariboru in Kranju.

## Zgodovina
Leta 2006 je cerkev odkupila zemljišče (ob Gasilskem domu Zgornja Šiška) in še istega leta pričeli z gradnjo, ki so jo financirali člani Cerkve s prostovoljnimi prispevki. Objekt je zasnovan kot dvonadstropni večnamenski objekt z podzemno garažo.
Gradnja je bila končana leta 2008; aprila tega leta so se v cerkev vselili in oktobra 2008 je v objektu potekal prvi dan odprtih vrat.